# Reprezentacja Hongkongu w piłce wodnej kobiet
Reprezentacja Hongkongu w piłce wodnej kobiet – zespół, biorący udział w imieniu Hongkongu w meczach i sportowych imprezach międzynarodowych w piłce wodnej, powoływany przez selekcjonera, w którym mogą występować wyłącznie zawodnicy posiadający obywatelstwo hongkońskie. Za jej funkcjonowanie odpowiedzialny jest Hongkoński Związek Pływacki (HKASA), który jest członkiem Międzynarodowej Federacji Pływackiej.